# FC Noah
El F. C. Noah (en armenio: Նոա ֆուտբոլային ակումբ) es un equipo de fútbol ubicado en Ereván, la capital de Armenia. Juega en la Liga Premier de Armenia, máxima categoría nacional.
Luego de su ascenso a la máxima categoría del fútbol armenio, el Noah ha sido coronado campeón en 1 ocasión, ganándole la final de la Copa de Armenia 2020 al Ararat Armenia, luego de ir perdiendo 1-4, lograron empatar el partido y remontar 5-4 en tiempo extra, y aunque el partido terminó 5-5, el torneo se definió por penales en donde el Noah ganó 7-6.

## Historia
El equipo fue fundado en junio de 2017 bajo el nombre de «Artsakh F.C.» por iniciativa de Sevan Aslanián, un empresario checo de origen armenio. Aunque pretendía representar a la república de Artsaj, un estado con reconocimiento limitado en la región del Alto Karabaj, el equipo tuvo que establecerse en Ereván. En su año de debut logró el ascenso a la Liga Premier de Armenia.
Después de terminar penúltimo en la temporada 2018-19, Aslanyan vendió el equipo a Karen Abrahamían, el anterior ministro de Defensa de la república de Artsaj. El nuevo mandatario renombró el club a «F.C. Noah», en referencia al relato bíblico del arca de Noé.

## Estadio
El actual estadio del Noah F. C. es el Estadio Alashkert de Ereván, con capacidad para 6850 aficionados. Por razones logísticas lo comparte con otros clubes de la capital.

## Palmarés
- Premier League de Armenia: 1

2024-25
- Copa de Armenia: 2

2019-20, 2024-25
- Supercopa de Armenia: 1

2020

## Entrenadores
- Tigran Yesayan (12/6/2017 – 29/1/2018)
- Armen Sanamyan[4] (29/1/2018-4/6/2018)
- Rafael Nazaryan (5/6/2018 – 31/12/2018)
- Sevada Arzumanyan (7/1/2019 – 31/5/2019)
- Igor Picusceac (1/7/2019 - 30/6/2021)
- Aram Hakobyan (1/7/2021-22/8/2022)
- Robert Arzumanyan (23/8/2022-29/9/2023)
- Carlos Inarejos (30/9/2023-30/6/2024)
- Rui Mota (1/7/2024-presente)

## Récord en competiciones UEFA
| Temporada | Torneo                 | Ronda          | Club              | Casa | Visita | Global |
| --------- | ---------------------- | -------------- | ----------------- | ---- | ------ | ------ |
| 2020-21   | UEFA Europa League     | Primera ronda  | Kairat            | –    | 1–4    | 1–4    |
| 2021-22   | UEFA Conference League | Primera ronda  | KuPS              | 1–0  | 0–5    | 1–5    |
| 2024-25   | UEFA Conference League | Primera ronda  | KF Shkendija      | 2-0  | 2-1    | 4-1    |
| 2024-25   | UEFA Conference League | Segunda ronda  | Sliema Wanderers  | 7-0  | 0-0    | 7-0    |
| 2024-25   | UEFA Conference League | Tercera ronda  | AEK Atenas        | 3-1  | 0-1    | 3-2    |
| 2024-25   | UEFA Conference League | Final play-off | MFK Ruzomberok    | 3-0  | 1-3    | 4-3    |
| 2024-25   | UEFA Conference League | Fase Liga      | FK Mlada Boleslav | 2-0  |        | 2-0    |
| 2024-25   | UEFA Conference League | Fase Liga      | Rapid Wien        |      | 0-1    | 0-1    |
| 2024-25   | UEFA Conference League | Fase Liga      | Chelsea FC        |      | 0-8    | 0-8    |
| 2024-25   | UEFA Conference League | Fase Liga      | Vikingur          | 0-0  |        | 0-0    |
| 2024-25   | UEFA Conference League | Fase Liga      | Apoel Nicosia     |      |        |        |
| 2024-25   | UEFA Conference League | Fase Liga      | FK TSC            |      |        |        |